# Petar Radenković
Petar Radenković (serbisch-kyrillisch Петар Раденковић; * 1. Oktober 1934 in Belgrad), genannt „Radi“, ist ein ehemaliger jugoslawischer Torwart und war einer der ersten ausländischen Spieler in der deutschen Fußball-Bundesliga.
Mit ihm erreichte der TSV 1860 München seine bisher größten Erfolge: 1964 DFB-Pokalsieger, 1965 Endspielteilnahme am Europapokal der Pokalsieger und 1966 Deutscher Meister. Nach dem Abstieg des TSV 1860 München aus der Bundesliga beendete Radenković 1970 nach 215 Bundesligaspielen seine Fußballkarriere.

## Leben
Radenkovićs Vater war ein Folkloresänger und Gitarrist (Künstlername Rascha Rodell), mit seiner Frau begab er sich häufig auf Auslandsreisen. Wegen des Ausbruchs des Zweiten Weltkrieges konnten die Eltern nicht aus den USA zurückkehren, daher wurde Petar in Belgrad von seinen Großeltern aufgezogen.
Hier besuchte er das Gymnasium und schloss 1953 mit dem Abitur ab. 1949 trat er dem Fußballverein Šumadija bei. Hier begann er in der Jugendmannschaft als Feldspieler, später wechselte er ins Tor. 1951 ging er zu Roter Stern Belgrad, ein Jahr später zu OFK Belgrad. In den Jahren 1953 und 1955 gewann er mit dem Vorgängerverein BSK zweimal den Pokal. Bis 1958 bestritt er 93 Spiele für den BSK/OFK Belgrad, für den er bis 1960 spielte.
Am 29. Juni 1955 heiratete er Olga Borić, eine Basketballspielerin der jugoslawischen Nationalmannschaft. 1956 gewann er in Melbourne mit der jugoslawischen Olympiaauswahl die Silbermedaille. Das Finale am 8. Dezember 1956 in Melbourne vor 86.716 Zuschauern war sein zweites Länderspiel, und er traf dabei auf die Torhüterlegende Lew Jaschin im siegreichen Team der UdSSR. Laut Bausenwein soll Jaschin bei der Verabschiedung im olympischen Dorf zu Radenković gekommen sein und ihm seine Handschuhe geschenkt haben. Radenković probierte das Spiel mit Handschuhen aus und war so angetan von dem neuen Fanggefühl, dass er es nie mehr missen mochte. Insgesamt brachte es Radenković auf 3 A-Länderspiele. 1958 wurde er zum Militär eingezogen, was seine Teilnahme an der Fußball-WM verhinderte. Nach dem Ende der Militärzeit bemühte er sich um einen Wechsel zu dem Spitzenverein Roter Stern Belgrad, dies wurde aber von Funktionären verhindert. Für den OFK Belgrad kam er in der Saison 1959/60 nur noch zu drei Einsätzen.
Deshalb verließ Radenković 1960 Jugoslawien Richtung Deutschland. Zunächst spielte er in der Saison 1961/62 bei Wormatia Worms in der Fußball-Oberliga Südwest. Durch seine einjährige Sperre konnte er erst in der Rückrunde in das Ligageschehen eingreifen. Der vormalige Keeper von OFK Belgrad debütierte am 18. Spieltag, den 17. Dezember 1961, beim Heimspiel gegen den VfR Kaiserslautern in der Oberliga Südwest. Horst-Dieter Strich hatte die ersten 17 Rundenspiele für die Wormatia bestritten und Worms hatte dabei 18:16 Punkte erreicht. Mit Radenković im Tor kam Worms in den restlichen 13 Punktspielen auf 19:7 Punkte, und der Torhüter aus Belgrad verwandelte am 25. März 1962 beim Auswärtsspiel gegen Mainz 05 einen Foulelfmeter. Trainer Max Merkel holte den „Fangkünstler“ zur letzten Oberligarunde 1962/63 zu 1860 München in die Fußball-Oberliga Süd. Der Tabellensiebte der Runde 1961/62 stand wegen der Bundesliganominierung zur Saison 1963/64 unter erhöhtem Leistungsdruck. „Radi“ debütierte am 19. August 1962 beim 1:0-Auswärtserfolg bei Hessen Kassel in der Oberliga Süd – in der ersten Runde im DFB-Pokal 1962 hatte er aber bereits am 28. Juli beim 6:1-Heimerfolg gegen Kassel sein erstes Pflichtspiel für den Traditionsklub aus Giesing bestritten – und absolvierte in seiner ersten Saison für die „Löwen“ alle 30 Ligaspiele. Mit drei Punkten Vorsprung vor Titelverteidiger 1. FC Nürnberg holten sich die Merkel-Schützlinge die Meisterschaft im Süden und wurden dadurch als Gründungsmitglied in die Fußball-Bundesliga aufgenommen. Dem Lokalrivalen FC Bayern München reichte dazu sein dritter Rang dagegen nicht aus, die „Roten“ traten 1963/64 in der zweitklassigen Fußball-Regionalliga Süd an.

### Bundesliga 1963–1970
Radenković gehört zu den 176 Fußballspielern, die am ersten Spieltag der Bundesliga, dem 24. August 1963, im Einsatz waren. Darunter befanden sich neben Radenković nur drei weitere Ausländer. 1860 München belegte in der Debütrunde der Bundesliga den siebten Rang und der Torhüter hatte zusammen mit Rudolf Steiner, Manfred Wagner und dem Neuzugang Otto Luttrop von Westfalia Herne alle 30 Rundenspiele absolviert. Mit der Durchschnittsbewertung von 2,67 rangierte er in der Kicker-Rangliste auf dem 9. Rang der Spielerbenotung der gesamten Liga, Luttrop wurde mit 2,90 als zweitbester „Löwen“-Spieler notiert. Die Runde wurde aber durch den Gewinn des DFB-Pokals 1964 gekrönt. Beim Halbfinalerfolg am 3. Juni bei Altona 93 durch einen 4:1-Sieg nach Verlängerung wurde die Leistung des Keepers besonders herausgehoben:

„Münchens Trainer Max Merkel konnte sich bei Torhüter Petar Radenković bedanken, der mit zahlreichen Glanzparaden das mögliche 2:0 für Altona verhindert hatte.“

Im zweiten Bundesligajahr, 1964/65, fehlte „Radi“ nur in einem Spiel und die „Löwen“ belegten den vierten Rang. Im Europapokal der Pokalsieger setzten die Münchner aber internationale Akzente und kamen über drei Spiele im Halbfinale gegen den AC Turin in das Finale. Das Hinspiel am 20. April 1965 im Stadio Comunale in Turin ging zwar mit 0:2 Toren verloren, der Münchner Torhüter bekam aber ausgezeichnete Kritiken:

„Das Spiel lief mit wenigen Ausnahmen in eine Richtung – in die des von Petar Radenković allerdings vorzüglich gehüteten 60er Tores.“

Auch beim mit 2:0 gewonnenen Entscheidungsspiel am 5. Mai 1965 im Letzigrund in Zürich wurde dem „Löwen“-Torhüter Weltklasseform bescheinigt. Nach dem mit 0:2 Toren verlorenen Finale am 19. Mai in London gegen West Ham United fasste „Radi“ Radenković hernach zusammen:

„Wir haben verloren. Aber das große Erlebnis, in Wembley in einem Finale gespielt und dabei gut ausgesehen zu haben, das nimmt uns niemand mehr.“

 Als die Merkel-Elf in der Saison 1965/66 den Meistertitel nach München holte, stand „Radi“ in allen 34 Rundenspielen im Tor des neuen Deutschen Meisters. Er war die Konstante in der Defensive, und die Offensive erzielte mit 80 Toren die meisten Treffer in dieser Bundesligasaison. Im Jahr der Titelverteidigung, 1966/67, kam eine Vizemeisterschaft hinzu, aber die spätere Talfahrt der „Löwen“ setzte durch die internen Turbulenzen bereits ein. Peter Grosser, der damalige Kapitän, wird mit folgender Aussage zitiert:

„Dass wir 1964 Pokalsieger wurden und ein Jahr später ins Europacup-Finale einzogen, war auch Merkels Verdienst. Aber Meister sind wir trotz Merkel geworden.“

 Verschiedene interne Probleme und Streitpunkte wie die Verpflichtung mit  Wolfgang Fahrian eines zweiten Spitzentorwarts und die hoch angehäuften Schulden, welche die Handlungsfähigkeit des Vereines stark beeinträchtigten, kulminierten im Dezember 1966 in der Trennung von Merkel, dem höchstbezahlten Bundesligatrainer zu der Zeit. Als es 1969/70 in die siebte Bundesligarunde ging, konnten die „Blauen“ neben dem Torhüter nur noch auf Željko Perušić, Manfred Wagner und Rudolf Zeiser aus der Meistermannschaft von 1966 zurückgreifen. Zwar kamen mit Alfred Heiß und Wilfried Kohlars ab dem 7. November noch zwei reaktivierte Spieler hinzu, aber auch unter dem neuen Trainer Franz Binder konnte der Abstieg nicht mehr verhindert werden. „Radi“ hütete nochmals in 32 Ligaspielen das Tor und erlebte am 7. März 1970 immerhin noch den 2:1-Erfolg gegen den amtierenden Deutschen Meister, FC Bayern München, im Derby gegen die „Roten“. Am 34. Spieltag, den 3. Mai 1970, bestritt der Torhüter beim 0:0-Heimremis gegen Rot-Weiss Essen sein letztes Ligaspiel für 1860 München. Nach acht Runden für die „Löwen“ beendete der gebürtige Belgrader im Sommer 1970 mit 35 Jahren seine aktive Spielerlaufbahn. In Legenden in Weiß und Blau wird festgehalten, „dass er trotz Max Kob sicherlich der beste Torwart in der Geschichte des TSV 1860 und zu seiner Zeit wohl auch der populärste Torhüter der Bundesliga, nach eigener Einschätzung ohnehin ‚bestes Torwart von Welt‘ gewesen sei.“
Er begeisterte das Publikum mit den damals noch völlig unüblichen weiten Ausflügen aus dem Strafraum. Bausenwein umschreibt das mit der Formulierung „der berühmteste Torwart-Feldspieler in Deutschland war aber mit Sicherheit Petar Radenković von 1860 München“. In der Saison 1962/63 machte er am sechsten Spieltag im Derby gegen Bayern München den ersten seiner später so berühmten Ausflüge: Mit dem Ball am Fuß dribbelte er bis ins Mittelfeld. „Radi“ war der erste Fußballer in Deutschland, der den Rasen eines Stadions als regelrechte Showbühne begriff. Er wusste, dass es nicht nur auf guten Sport allein ankommt, auf Erfolg und Sieg, sondern auch auf Effekte. Er hatte seinen unverwechselbaren Stil. Der „Radi“ tat mehr, als nur die Bälle zu fangen und sie seinen Kollegen wieder vor die Füße zu werfen. Er war ein Fußball-Entertainer. Aber Grundlage seiner zuweilen bühnenreifen Komikeinlagen war seine jahrelange überdurchschnittliche Torwartkunst. Diese basierte auf einem erstklassigen Stellungsspiel, Reaktionsvermögen, Sprungkraft, Sicherheit bei Flankenbällen, vorausblickendes Einschätzen der Spielsituation, Ballbehandlung, die ihn befähigte, auch außerhalb des Strafraums sich sicher mit dem Ball zu bewegen und dadurch passgenau das eigene Spiel in Gang zu bringen, sowie Qualitäten zur Organisation der Defensivformation.

### Karriere neben und nach dem Fußball

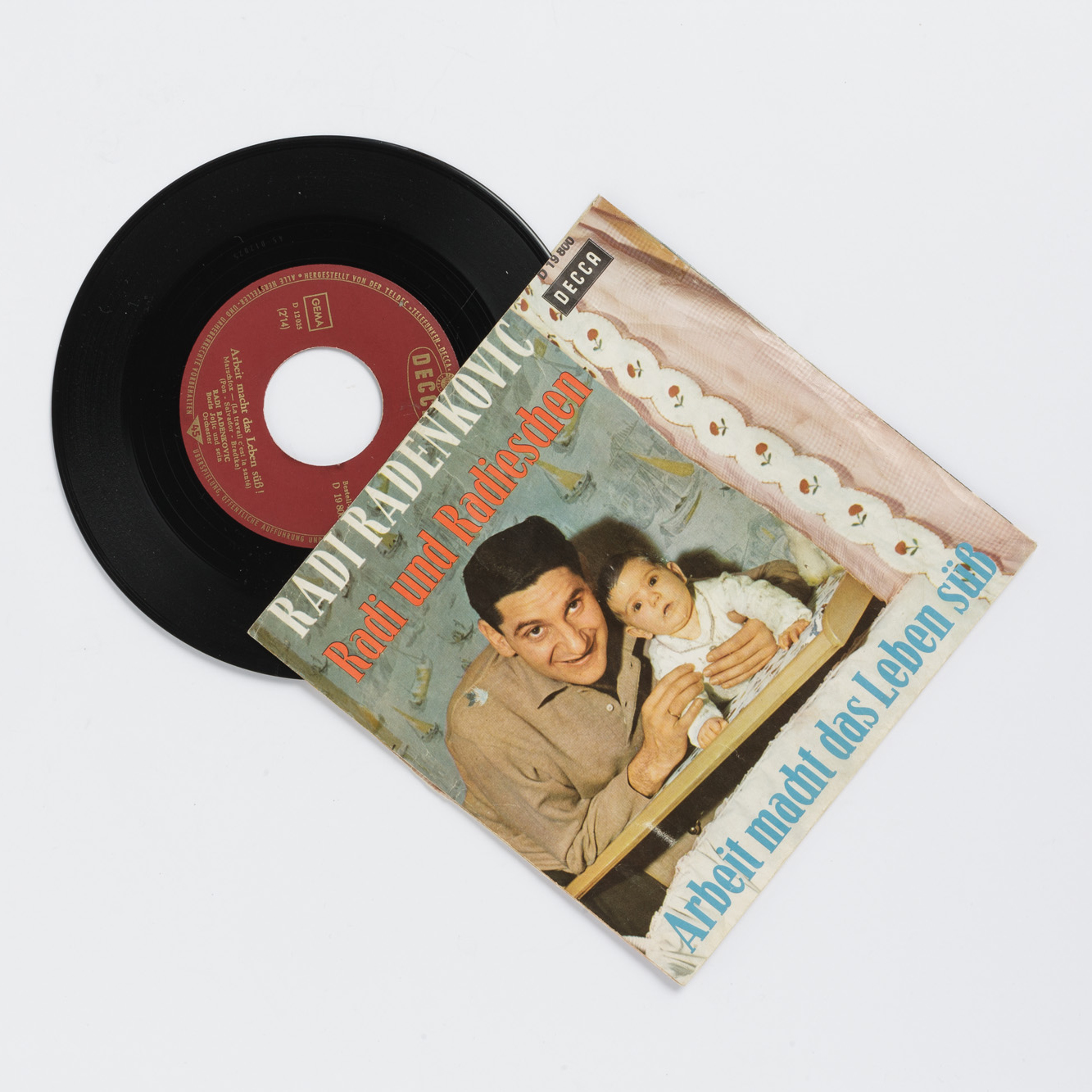
Singleschallplatte Radi und Radieschen (1966)

Radenković nahm Mitte der 1960er Jahre Schallplatten auf (Bin i Radi, bin i König) und erreichte damit noch während seiner sportlichen Karriere eine Auflage von 400.000. Er arbeitete nach seiner sportlichen Karriere als Hotelier und Gastronom in München. Sieben Jahre nach seinem Karriereende kamen 1977 zu seinem Abschiedsspiel 28.000 Zuschauer ins Olympiastadion, um zu sehen, wie die Meistermannschaft von 1966 die aktuelle Löwentruppe mit 4:1 besiegte.
Petar Radenković hat zwei Töchter. Nach dem Tod seiner Ehefrau im Jahr 2009 zog Radenković wieder nach Belgrad. Dort hat er 2014 erneut geheiratet.

## Veröffentlichungen
- Bin i Radi …, Moewig-Verlag, München 1965
- Das Spielfeld ist mein Königreich. Radis Fußball-Kurs, München 1966